# Luis Palau
Luis Palau (Ingeniero Maschwitz, Buenos Aires; 27 de noviembre de 1934-Portland, Oregón; 11 de marzo de 2021) fue un predicador, evangelista, pastor y escritor argentino nacionalizado estadounidense, considerado uno de los líderes de fe más influyentes de todo el mundo.
Tuvo una relación larga y cercana con el evangelista Billy Graham. "Una de las figuras cristianas evangélicas más importantes de las Iglesias Protestantes en América", es conocido por su fuerte atractivo para los jóvenes y por sus esfuerzos para llegar a los líderes seculares para abordar problemas como la falta de vivienda.
En 2007, se estimó que había compartido el mensaje de Jesucristo a 25 millones de personas en 70 naciones.
El 18 de enero de 2018, Palau compartió en Facebook que tenía cáncer de pulmón en etapa cuatro. A finales de noviembre de 2018, le dijo a un periodista del Beaverton Valley Times que su cáncer se había "estabilizado por ahora". Sin embargo, su salud empeoró a principios de 2021, lo que provocó la hospitalización en febrero y la posterior decisión de suspender el tratamiento.

## Biografía

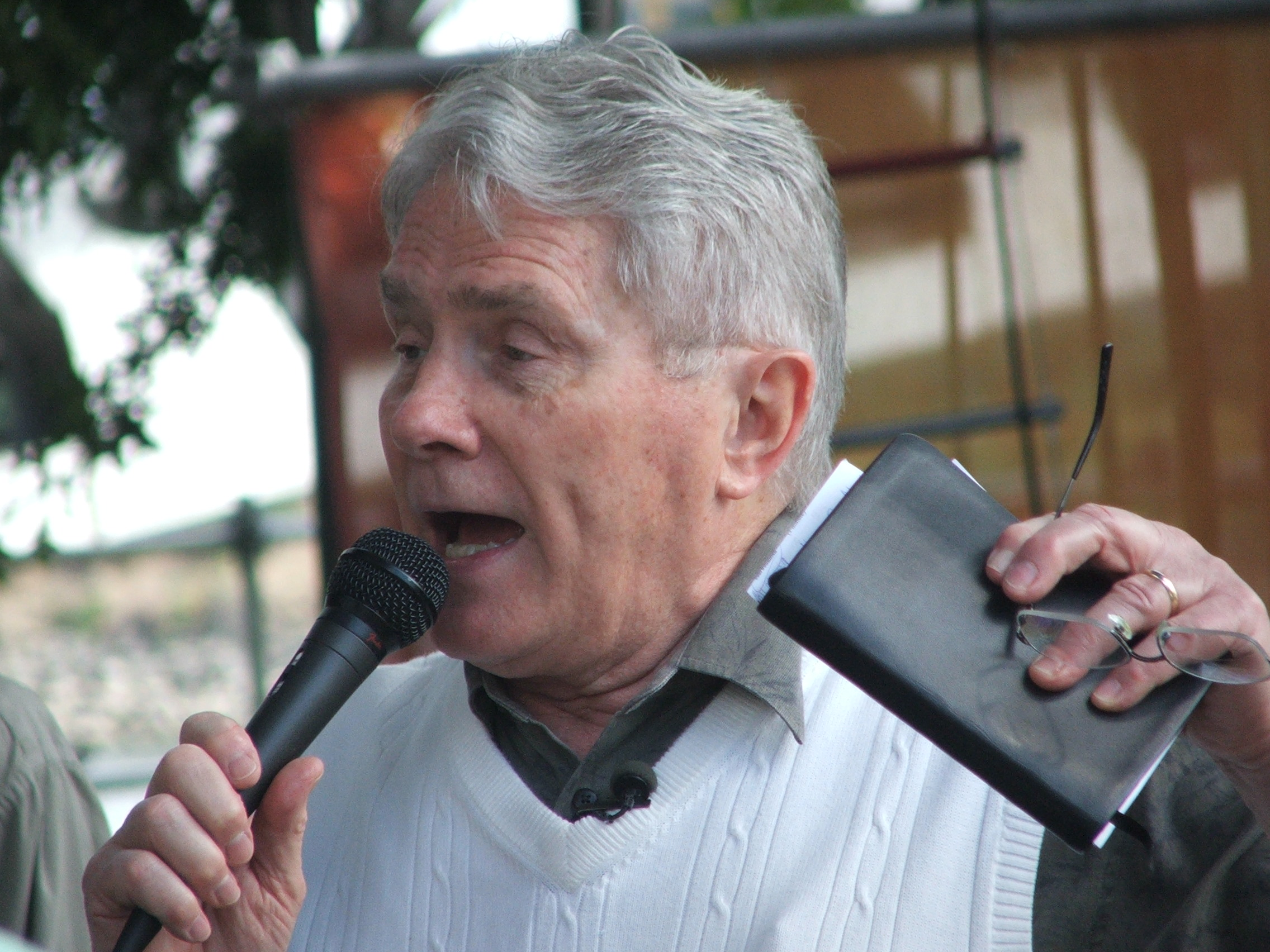
Palau en 2008.

Palau nació en Argentina en una familia de clase media con cinco hermanas menores y un hermanastro. Su padre, un ejecutivo de la construcción, murió cuando él tenía 10 años. A los pocos años de la muerte de su padre, debido a la mala gestión financiera de los familiares, Palau, sus hermanos y su madre viuda quedaron casi en la indigencia. Palau se vio obligado a dejar su educación en un internado dirigido por británicos y comenzó a trabajar como proveedor único de la familia en un banco en Córdoba, Argentina.
En 1946, a los 12 años, se acercó a un templo protestante, donde se convirtió al evangelicalismo.
Palau escuchó por primera vez a Billy Graham en una transmisión de radio desde Portland, Oregón, cuando aún vivía en Argentina en 1950, y se inspiró en él. Más tarde trabajó para Graham como traductor de español y evangelista. En 1970, Graham contribuyó con un capital inicial para que Palau comenzara su propio ministerio, siguiendo su modelo.
En 1953 comenzó a predicar los fines de semana, mientras trabajaba en un banco durante la semana. En 1957 él y otros amigos organizaron un programa de evangelismo en carpas y un programa religioso evangélico en una radio porteña. Con 24 años se mudó a Portland para inscribirse en un programa de posgrado en estudios bíblicos.
Se fue a los Estados Unidos en 1960, donde estudió en el seminario Multnomah School of the Bible, en Portland, y se graduó en 1961. En esa ciudad se quedó a vivir. En 1961 entró a una organización evangélica denominada SEPAL (actual OC International) para predicar a hispanohablantes.
Ese año se casó con Patricia Scofield, una maestra de jardín de infancia de Beaverton, compañera de estudios, con la cual tendría cuatro hijos, los mellizos Kevin y Keith (1963), Andrés (1966), Esteban (1969) y 10 nietos. Se establecieron en Cedar Mill, un área metropolitana de Portland, al norte de Beaverton. Se convirtió en ciudadano estadounidense en 1962. Los Palau pasaron los siguientes ocho años sirviendo como misioneros en México y Colombia, antes de regresar a Oregón.
En diciembre de 1966, celebró su primera campaña evangélica en (Colombia). Un año más tarde fue nombrado director de SEPAL para América Latina y comenzó a formar un equipo de evangelización. Siguió con fidelidad los métodos de Graham hasta que tuvo el éxito suficiente que l buscaba como para independizarse, en octubre de 1978. Con el equipo que había formado, abandonó SEPAL y fundó una nueva organización, la «Asociación Internacional Luis Palau» con sede en Beaverton.
En 1975, compartió el puesto de expositor de la Biblia en Eurofest '75 con el obispo Festo Kivengere. Eurofest '75 fue copatrocinado por la organización Billy Graham y se llevó a cabo en Bruselas, Bélgica, en el Palais du Centenaire y el Heysel Stadium desde el 24 de julio hasta el 2 de agosto de 1975.
Desde 1999 se celebran sus campañas «Buena música y buenas nuevas». La asociación también organiza "La Alianza de la Próxima Generación", la cual patrocina a evangelistas alrededor del mundo, así como "Las Producciones PalauFest", en donde se crean películas de evangelismo.
En octubre de 2002, Palau participó en una reunión en la Casa Blanca, con el objeto de conmemorar el mes de la "Herencia Hispana", junto a personalidades como Emilio y Gloria Estefan, el animador de Univisión Don Francisco, la artista de pop cristiano Jaci Velásquez, el balsero Mel Martínez —que de niño escapó de Cuba por mar y después se hizo funcionario republicano— y otros latinos del estado de Florida.
Su ministerio, "Asociación Evangélica Luis Palau", continuó teniendo sede en las cercanías de Beaverton en 2003. Tres de sus cuatro hijos estaban trabajando para su ministerio. Ese año, presentaba tres programas de radio diarios: un programa en inglés transmitido por 900 estaciones en 23 países y dos programas en español transmitidos por 880 estaciones en 25 países. En ese año, se destacó por estar "a la vanguardia de los esfuerzos para hacer que la evangelización sea más activa, contemporánea y accesible a una audiencia más joven". En agosto de 2003, movilizó a varios miles de voluntarios de numerosas iglesias para "arreglar" las escuelas públicas locales.
En noviembre de 2005, visitó China, una semana, asistió a un servicio religioso en Pekín junto con el presidente de Estados Unidos, George W. Bush. Lanzó una empresa de libros basada en la obra transcrita después de mantener una conversación con un exfuncionario del gobierno chino durante ese viaje. El libro, ahora publicado por Zondervan, se titula A Friendly Dialogue Between An Atheist and a Christian (Un diálogo amistoso entre un ateo y un cristiano).
Palau hace hincapié en mantenerse al margen de la política, negándose a respaldar medidas electorales o cualquier candidato. El alcalde de Portland, Tom Potter, se acercó a Palau en 2005 para pedirle ayuda para que otros líderes evangélicos abordaran la problemática de las personas sin hogar de esta ciudad. Palau se puso en contacto con otros cristianos evangélicos y cooperó con el comisionado de Portland, Erik Sten, con el alcalde de Beaverton, Rob Drake, y el alcalde de Gresham, Shane Bemis, en la planificación de su campaña del 22 al 23 de agosto de 2008, la cual se centró en el voluntariado en apoyo a las personas sin hogar. El último evento de Palau en Portland atrajo 140.000 personas durante dos días. Palau se dirigió a 500 pastores cristianos en marzo de 2008, junto con Sam Adams, en la preparación del evento de agosto. Se denominó esta campaña como "Temporada de servicio".
En 2015, organizó el CityFest, un evento evangelístico en la ciudad de Nueva York que atrajo a 60.000 personas en Central Park. Un esfuerzo de un año que involucró a más de 1700 iglesias.
Palau realizó muchos congresos, seminarios, charlas informales, conferencias y recitales de música cristiana. Se entrevistó con numerosos jefes de Estado y altos funcionarios en muchas naciones, incluyendo siete visitas a la Casa Blanca después de los atentados del 11 de septiembre de 2001, eso lo hizo una persona relevante para el mundo protestante.

## Programas radiales
Sus programas de radio se escuchan en más de 2100 estaciones de radio en 48 países.
- Cruzada con Luis Palau
- Luis Palau responde

## Muerte
Palau murió el 11 de marzo de 2021 a los 86 años, de cáncer de pulmón, después de tres años de luchar contra esa enfermedad en su casa rodeado de familiares.

## Distinciones
Doctorado honoris causa en Divinidad o Teología en la Universidad Mariano Gálvez (ciudad de Guatemala).[cita requerida]

## Escritos
Es autor de 41 libros y artículos en español e inglés:
- ¿Con quién me casaré?
- Cosa de Dios
- ¿Dónde está Dios cuando sucede algo malo?
- Dios es relevante
- ¿Eres cristiano? ¿Sí o no?
- ¿Qué quieres que haga por ti?
- ¿Quién ganará esta guerra?
- ¿Quieres un hogar feliz?
- A cara descubierta
- A su manera: el camino de Dios hacia la cumbre
- Amor y pasión
- Armagedón: el clímax de la historia
- Construyamos hogares felices
- Corazón para Dios
- Crecimiento dinámico: las tres etapas de la vida cristiana
- Cuando la soledad duele
- De la mano de Jesús
- Decisiones a la sombra de la cruz
- Decisiones equivocadas: ¿caída sin retorno?
- Dejar de fingir
- Dios está a mi lado
- Disciplinas libertadoras
- «Evangelio de Juan, tomo 2» por Luis Palau
- Grito de victoria
- Me quiere mucho... poquito... nada
- Mi respuesta
- No te dejaré hasta que seas perfecto
- Ocultismo y brujería frente a Dios
- Papá, mamá, quiero ir al cielo
- Por la senda del perdón
- Predicación: manos a la obra
- Renovación interior: ¿moda pasajera o modo de vida?
- Sexo y juventud
- Sueña grandes sueños
- Tengo todo... o casi todo
- Una conciencia transparente
- ¿Estoy preparado para la guerra espiritual?